# Johan Jakob Wattrang
Johan Jakob Wattrang, född 5 februari 1673, död 1718, var en svensk brukspatron och godsägare.
Han var son till Jakob Wattrang och Jakobina Lohe (1639-1676) som var dotter till handelsmannen Henrik Lohe (1594-1667) samt från 1700 gift med Anna Dorotea Anrep (1680-1763) som var dotter till majoren Reinhold Anrep (1652-1686). Paret fick sex barn varav Johan Gustav (1710-1768) blev bergmästare och han var bror till kanslirådet
Carl Henrik Wattrang (1674-1733). 
Wattrang blev student vid Uppsala universitet 1683 och auskultant i bergskollegium 1692 han var  stipendiat 1694-1697. Han ägde från 1698 Åkers styckebruk i Åker socken och Länna bruk.
Flera av de kanoner som tillverkades vid bruket under Johan Jakob Wattrangs tid som brukspatron märktes med ett W.
Som godsägare drev han 
Länna herrgård (Byringe) 1694-1718, Åkers herrgård 1709-1718 och 
Torpunga säteri 1710-1718